# Добровольский, Алексей Дмитриевич
Алексе́й Дми́триевич Доброво́льский (4 июля 1907, Москва — 19 декабря 1990, Москва) — советский океанограф, доктор географических наук, профессор, почётный полярник.
Один из старейших профессоров МГУ, доктор географических наук, дважды лауреат Государственной премии, широко известный в научных кругах учёный — исследователь океана. Тридцать пять поколений, более четырёхсот выпускников кафедры океанологии МГУ помнят Алексея Дмитриевича, как заведующего кафедрой, учителя, мудрого наставника молодежи.
- Академик А. С. Монин назвал его «классиком физической океанографии».

## Биография
А. Д. Добровольский родился 4 июля 1907 года в Москве, в семье мирового судьи. Его отец — Добровольский Дмитрий Васильевич, юрист, мировой судья, после 1917 года — юрисконсульт. Мать — Добровольская Анна Францевна, преподавала французский язык. В 1911 году семья переехала в Акмолинск, а в 1914 году — в Омск. После революции условия жизни в Сибири в условиях гражданской войны были исключительно трудными. Семья испытала много лишений, в городе свирепствовал тиф, был голод, зимой мёрзли от недостатка дров и теплой одежды, и на долю мальчика выпало много недетских забот. Однако, несмотря ни на какие трудности, он продолжал упорно учиться. В 1922 году семья возвратилась в Москву, где прошла вся дальнейшая жизнь Алексея Дмитриевича.

## Образование
В 1924 году Алексей окончил среднюю школу, и стал готовиться к поступлению в университет, но из-за «непролетарского» происхождения долго не мог это осуществить. Юноша работал разносчиком газет, потом тренером в школе плавания. Кстати, он очень хорошо плавал, в молодости успешно занимался прыжками в воду и был даже чемпионом Москвы в этом виде спорта.
В 1928 году Алексей Дмитриевич поступил на физико-математический факультет Московского университета, избрав для себя специализацию по геофизике. Ему довелось слушать лекции таких знаменитых профессоров, как Д. Е. Меньшов, Н. Н. Лузин, С. И. Вавилов. Геофизический цикл физмата МГУ вскоре был преобразован в отдельный факультет, а через некоторое время выведен из состава университета в виде трех самостоятельных институтов: Геофизики, Геологоразведочного и Гидрометеорологического. А. Д. Добровольский, проявивший склонность к мореведению, избрал Московский гидрометеорологический институт (МГМИ), который окончил по специальности гидрология моря в 1931 году.

## Педагогическая и исследовательская деятельность. Добровольский и океанология
Научным руководителем А. Д. Добровольского в Гидрометеорологическом институте был профессор Н. Н. Зубов. Отсюда возникло их знакомство, скоро переросшее в творческий союз, и началась многолетняя совместная деятельность в области гидрологии моря, продолжавшаяся до конца жизни Н. Н. Зубова. Вести гидрологические исследования А. Д. Добровольский начал ещё в студенческие годы, работал в экспедициях на Баренцевом, Чёрном и Чукотском морях, участвовал в нескольких рейсах «Персея» и «Николая Книповича». После окончания МГМИ был направлен в Феодосию на должность старшего гидролога Гидрометеорологического института Чёрного и Азовского морей. Одновременно с работой в институте он в 1932—34 годах преподавал в Феодосийском гидрометеорологическом техникуме. Прекрасной школой для А. Д. Добровольского в эти годы оказалось сотрудничество с Н. М. Книповичем, И. И. Месяцевым, Л. А. Зенкевичем, В. В. Тимоновым — замечательными учеными, энтузиастами науки, людьми высокой культуры.
В 1934 году, по приглашению профессора Н. Н. Зубова, он занял должность ассистента кафедры океанологии МГМИ. Первая в стране кафедра океанологии находилась тогда в стадии становления. Кроме Н. Н. Зубова и А. Д. Добровольского в штате кафедры был ещё только один лаборант, и загруженность преподавательской деятельностью, а также решением многих неизбежных организационных вопросов была очень высока. Тем не менее, молодой ассистент находил время для научных исследований и работал над кандидатской диссертацией.

### Великая Отечественная война
С началом Великой Отечественной войны все быстро переменилось. Профессор Н. Н. Зубов в чине капитана 2-го ранга добровольно ушел в действующий флот. В октябре 1941 года МГМИ был переведен на военное положение, преобразован в Высший военный гидрометеорологический институт (ВВГМИ) и эвакуирован в Ленинабад. Главной задачей преобразованного института была подготовка квалифицированных гидрометеорологических кадров для нужд фронта, студенты стали курсантами. На первых порах преподавательских кадров в ВВГМИ не хватало, и А. Д. Добровольский некоторое время исполнял обязанности начальника кафедры океанологии. Позднее на эту должность прибыл из Ленинграда профессор А. К. Леонтьев. В 1942 году на Ученом совете ВВГМИ А. Д. Добровольский защитил диссертацию «Влияние атлантических вод на гидрологический режим Арктического бассейна» на степень кандидата географических наук.
В августе 1943 года ВВГМИ возвратили из эвакуации в Москву, но вскоре институт перевели в Ленинград, где он снова стал гражданским учебным заведением — Ленинградским гидрометеорологическим институтом.
В октябре 1944 года А. Д. Добровольский поступил в докторантуру Лаборатории океанологии (позже преобразованной в Институт океанологии АН СССР — ИОАН — имени П. П. Ширшова), где впоследствии проработал долгие годы. Он принимал активное участие в создании и становлении института, в переоборудовании и оснащении первого советского океанского НИС «Витязь».

### Институт океанологии РАН
С 1947 года Алексей Дмитриевич — старший научный сотрудник, заведующий отделом физической океанографии ИОАН.
В 1948 году он защитил диссертацию «Водные массы северной части Тихого океана» на степень доктора географических наук. В этой работе им было сформулировано определение термина «водная масса», ставшее впоследствии общеупотребительным. Докторская диссертация А. Д. Добровольского для своего времени была исключительно актуальна, многие её положения широко использовались при подготовке студентов, в работах аспирантов и сотрудников. Выпускники кафедры многих поколений хорошо помнят сильно «зачитанный» увесистый том докторской диссертации А. Д. Добровольского, который листали значительно чаще иных монографий, но, к сожалению, этот научный труд так и не был издан.
В 1949 году А. Д. Добровольский участвовал в первом пробном рейсе в Чёрном море нового НИС «Витязь», ставшего флагманом советского исследовательского флота. В последующие годы он руководил гидрологическими исследованиями дальневосточных морей и северной части Тихого океана, за что в 1951 году был удостоен звания лауреата Государственной премии СССР.
С 1945 года А. Д. Добровольский начал читать лекции по различным аспектам океанологии на кафедре полярных стран и кафедре гидрологии географического факультета МГУ. Здесь в 1948 году возобновилась его совместная с Н. Н. Зубовым преподавательская деятельность в высшей школе.

## Кафедра океанологии МГУ имени М. В. Ломоносова
В 1953 году, по предложению Н. Н. Зубова, профессор А. Д. Добровольский был избран заведующим новой, только что созданной кафедры океанологии на географическом факультете МГУ, которой он бессменно руководил до 1987 года.
Под его руководством кафедра выпустила свыше 400 специалистов высшей квалификации по физической океанологии, работающих ныне во всех океанологических учреждениях страны и многих зарубежных мореведческих организациях. Став профессором МГУ, А. Д. Добровольский до 1960 года оставался по совместительству заведующим отделом физической океанографии Института океанологии, и в последующие годы сохранил тесные связи с ИОАН, как член Ученого совета и заместитель главного редактора журнала «Океанология».
А. Д. Добровольский активно участвовал в разработке и реализации советской национальной океанографической программы Международного Геофизического года (МГГ). В 1957 году он руководил первой комплексной экспедицией на НИС «Витязь» по программе МГГ в Тихом океане. В последующие годы принимал авторское и редакторское участие в создании многотомной монографии «Тихий океан». За эту работу в составе группы ученых-океанологов в 1977 году А. Д. Добровольский был вторично удостоен звания лауреата Государственной премии СССР.
Нельзя не упомянуть исключительные личностные качества Алексея Дмитриевича. Он был человеком энциклопедических знаний. Обладал поразительным трудолюбием. При всей своей занятости, находил время много читать, посещать театры, выставки, с удовольствием ходил на смотры художественной самодеятельности студентов. Поражала его любознательность и неподдельный интерес ко всему окружающему. Он был членом многих ученых советов и комиссий, непременно посещал все их заседания. Садился обычно в первом ряду, всегда с интересом слушал, задавал вопросы, очень часто брал слово сам. В ранге заведующего кафедрой никогда не повышал голоса, не «распекал» провинившегося сотрудника или студента, но умел, часто иносказательно, изложить своё мнение, и последнее всегда было справедливым.
А. Д. Добровольский многие годы вел большую научно-организационную работу, занимал посты председателя секции океанологии и члена президиума Научно-методического совета по высшему гидрометеорологическому образованию Минвуза СССР, члена президиума секции «Исследование и освоение Мирового океана» Научно-технического совета Минвуза СССР, члена совета Московского университета по проблемам Мирового океана. Состоял членом экспертной комиссии ВАК по докторским диссертациям.
Из многих чисел, неизбежно сопровождающих всякую биографию, в жизнеописании Алексея Дмитриевича наиболее впечатляет одна — его научно-педагогический стаж насчитывал 58 лет!
Трагический случай оборвал его жизнь, когда он направлялся на заседание Ученого совета Института океанологии. А. Д. Добровольский скончался 19 декабря 1990 года и похоронен на Введенском кладбище в Москве (13 уч.).

## Вклад в науку
- автор более 120 научных работ, научный редактор 35 отечественных и зарубежных монографий по океанологии
- развил учение о водных массах Мирового океана
- усовершенствовал методику анализа водных масс
- разработал стройную научную концепцию о гидрологических структурах Мирового океана

## Память
В его честь названа гора Добровольского в Атлантическом океане, открытая в 1975 году (координаты: 30°13′ ю. ш. 3°09′ в. д.).

## Основные публикации
- Добровольский А. Д., Залогин Б. С. Моря СССР: Учебное пособие для вузов по спец. «Океанология». — М.: Изд-во МГУ, 1982. — 192 с. — 14 000 экз.